# Чернобыльские «горячие» частицы
Чернобыльские «горячие» частицы — одна из разновидностей радиоактивных выбросов во время аварии на ЧАЭС в 1986 году. В радиоактивных выпадениях присутствовали как топливные горячие частицы (ТЧ) с матрицей из оксидов урана с различными примесями, так и конденсационные «рутениевые» частицы с матрицей из химических элементов группы железа. Радионуклидный состав ТЧ был близок к составу облучённого ядерного топлива 4-го блока на момент аварии, но с фракционированием летучих высокоподвижных продуктов деления. В радиоактивных выпадениях топливные частицы были обнаружены как в непосредственной близости от реактора, так и на значительном удалении от него в странах Европы: Финляндии, Швеции, Норвегии, Литве, Польше, Германии, Чехии, Австрии, Швейцарии, Венгрии, Румынии, Болгарии, Греции и т. д..
Капсулированные в матрице топливных частиц радионуклиды в радиоактивных выпадениях отличались низкой мобильностью и меньшей биологической доступностью. В процессе растворения топливных частиц, зависящего от кислотности окружающей среды и наличия кислорода, происходит выщелачивание радионуклидов и их включение в геохимический кругооборот. Следствием этого было нетипичное увеличение содержания 90Sr в растительности в течение некоторого времени после Чернобыльской авариии превышение допустимого содержания 90Sr в пищевом зерне и топливной древесине за пределами чернобыльской зоны отчуждения.
По степени химической стойкости чернобыльские топливные частицы условно были разделены на 3 группы :
ZrUyOx — химически сверхстойкие топливные частицы образовались в первый момент аварии за счёт контакта расплава циркалоевых оболочек твэлов с ядерным топливом. Данные частицы относительно большого размера (в десятки и сотни микрон), не растворяющиеся в окружающей среде. Выпали они, в основном, в западном направлении на удалении до 20 км от реактора;
UO2 — химически стойкие топливные частицы, образовавшиеся в результате механического разрушения ядерного топлива. Основная масса этих частиц была выброшена в западном направлении;
UO2+x — химически слабостойкие топливные частицы; образовались в результате окисления ядерного топлива. Основная масса этих частиц была выброшена в северном и южном направлениях.
До настоящего времени нет однозначного мнения о радиологической опасности поступления горячих частиц в организм .